# Taubenturm (Sassy)

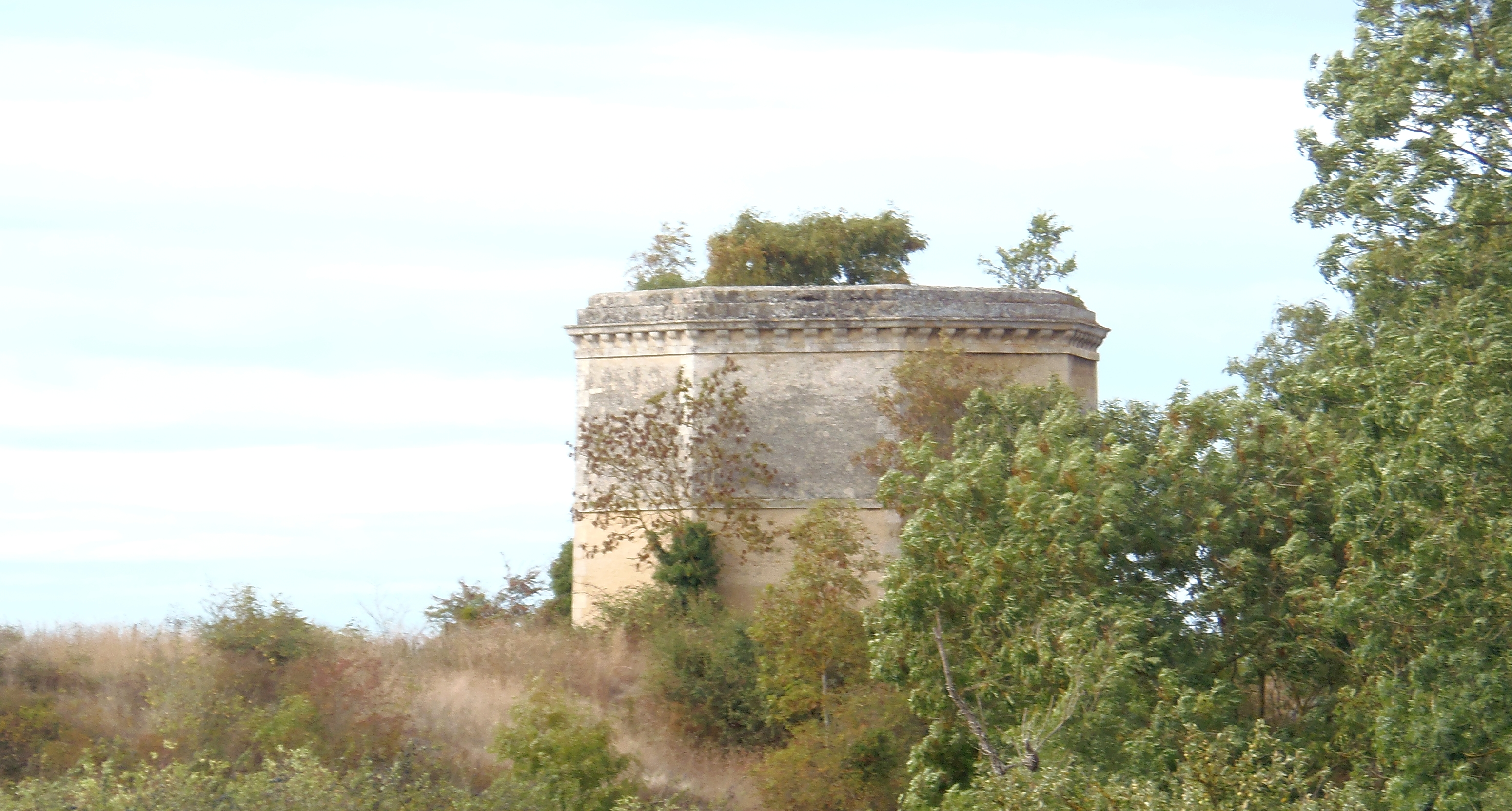
Taubenturm in Sassy

Der Taubenturm (französisch colombier oder pigeonnier) in Sassy, einer französischen Gemeinde im Département Calvados in der Region Normandie, wurde im 17. Jahrhundert errichtet. Der Taubenturm, der zur Ferme du Châtelet gehört, steht seit 1932 als Monument historique auf der Liste der Baudenkmäler in Frankreich.
Der achteckige Turm besitzt unterhalb des Daches ein Gesims.